# 黑警衛
黑人警衛，是摩洛哥阿拉维王朝蘇丹穆拉·伊斯梅爾編組的西非黑人和哈拉廷人軍團。
他們多是來自撒哈拉以南的非洲，和家人定居在特定地區生活生孩子和工作。他們的子女在10歲時就會學習特定的技巧：女生學做家務，男生則是建築，射箭，馬術，及槍械。在15歲時他們選擇入伍當兵，之後他們會結婚生子，然後繼續這個循環。伊斯梅爾之所以選擇黑人因為他們沒部落背景，比阿拉伯或柏柏爾戰士更忠誠，人數最多時達150000人。
黑警衛主要工作是收稅和巡視摩洛哥境內不穩定的農村，粉碎對伊斯梅爾不滿的統治起義，同時也參加對歐洲控制堡壘的圍攻。他們受人尊敬，政治影嚮力也大，甚至也有財產權。在他的宮廷中永遠有80位持步槍和彎刀的黑警衛當值，在他的王座旁打傘遮陽。
儘管無休止的內戰和民間屠殺，黑警衛依然保持忠誠和有紀律，使摩洛哥的蘇丹繼續留在寶座半個世紀。
黑警衛在1956年摩洛哥獨立後改名為摩洛哥皇家衛隊，但因為它的成員來自摩洛哥軍隊中的精銳部隊並沒黑奴後裔，黑警衛的後裔仍然作為僕人在國王的王宮工作，從父親到兒子，被認為是個人的財產繼承，直到摩洛哥國王在20世紀初廢止契約奴役制。